# 艾听豪森效应
爱廷豪森效应（英语：Ettingshausen effect）有如下两个：
- 一个为由于热电转换产生爱廷豪森-能斯特效应；
- 另一个为由于电热转换产生的能斯特-爱廷豪森效应。

这两个效应是由德国物理学家爱廷豪森和他的博士学生能斯特于1886年在研究霍尔效应时发现的。
1. 爱廷豪森-能斯特效应：有温度梯度的金属或半导体，在垂直温度梯度方向加磁场时；则在与磁场和温度梯度所形成的平面垂直的方向产生电流。
这是由于温度梯度使温度高的一端的电荷载体的运动速度高，要向低的方向迁移；但受到磁场的络伦兹力作用而形成的电流。
2. 能斯特-爱廷豪森效应：通有电流的金属或半导体，受到垂直电流方向磁场作用时，则在垂直于磁场和电流所形成的平面方向出现温度梯度。
这是由于电荷载体在磁场中运动，受到磁场洛伦兹力的作用，使部份电荷载体向垂直电流和磁场平面方向运动，冲击点阵发热而造成的温度梯度。